# Brand in Mokum
Brand in Mokum is een kinderliedje, en tevens een canon. Mokum is een bijnaam voor Amsterdam.

## Tekst
Volksliedjes kennen, door hun mondelinge overlevering, vaak (regionale en/of tijdgebonden) varianten in zowel tekst als melodie. De huidige tekst van het liedje gaat gewoonlijk als volgt.
Brand in Mokum, brand in Mokum,

Zie eens ginder! Zie eens ginder!

Brand brand! Brand brand!

En daar is geen water.

## Vertaling
Het liedje is een vertaling uit het Engels. De Engelse versie verwijst waarschijnlijk naar de grote brand van 1666.
London's burning, London's burning

Fetch the engines, fetch the engines

Fire, fire, fire, fire

Pour on water, pour on water.
De oudere Schotse versie, 'Scotland’s Burning', staat in 1580 in het Ravenscroft Songbook (Ravenscroft was een verzamelaar van oude liedjes). Dit Schotse liedje verwijst naar de grote stadsbrand in Edinburgh in 1544, toen Engelse troepen in opdracht van Hendrik VIII Schotland binnenvielen en de stad in brand staken.
Scotland, it burneth

Look out! Look out!

Fire fire! Fire fire!

Cast on more water!
De Duitse versie is niets meer dan "goedemorgen" vertaald in Engels, Spaans en Italiaans:
Guten Morgen, Guten Morgen,

Good Morning, Good Morning,

Buenos dias, buenos dias,

Buon giorno, buon giorno.